# Принстон (Западная Виргиния)
Принстон (англ. Princeton) — город в штате Западная Виргиния, США. Он является административным центром округа Мерсер. В 2010 году в городе проживало 6432 человека.

## Географическое положение
Принстон находится на юге штата Западная Виргиния и является административным центром округа Мерсер. По данным Бюро переписи населения США город Принстон имеет общую площадь в 7,90 квадратного километра, из которых 7,80 кв. километра занимает земля и 0,10 кв. километра — вода.

## Население
По данным переписи 2010 года население Гленвилла составляло 6432 человека (из них 46,5 % мужчин и 53,5 % женщин), 3030 домашних хозяйств и 1683 семьи. Расовый состав: белые — 90,7 %, афроамериканцы — 6,3 %, коренные американцы — 0,3 % и представители двух и более рас — 1,8 %.
Из 3030 домашних хозяйств 36,5 % представляли собой совместно проживающие супружеские пары (11,6 % с детьми младше 18 лет), в 14,6 % семей женщины проживали без мужей, в 4,5 % семей мужчины проживали без жён, 44,5 % не имели семьи. В среднем домашнее хозяйство ведут 2,12 человека, а средний размер семьи — 2,79 человека.
Население города по возрастному диапазону по данным переписи 2010 года распределилось следующим образом: 19,4 % — жители младше 18 лет, 3,4 % — между 18 и 21 годами, 56,5 % — от 21 до 65 лет и 20,7 % — в возрасте 65 лет и старше. Средний возраст населения — 42,6 года.
В 2014 году медианный доход на семью оценивался в 48 229 $, на домашнее хозяйство — в 30 523 $. Доход на душу населения — 19 021 $.
Динамика численности населения:
|  |

## Профессиональные спортивные команды
Лучи Принстона (англ.), аппалачская Лига филиал Тампа Бэй Рейс. Команда играет в свои домашние игры на стадионе  H. P. Hunnicutt Field (англ.).

## Города-побратимы
- Йошкар-Ола (Россия), с 5 марта 2003 года[2]

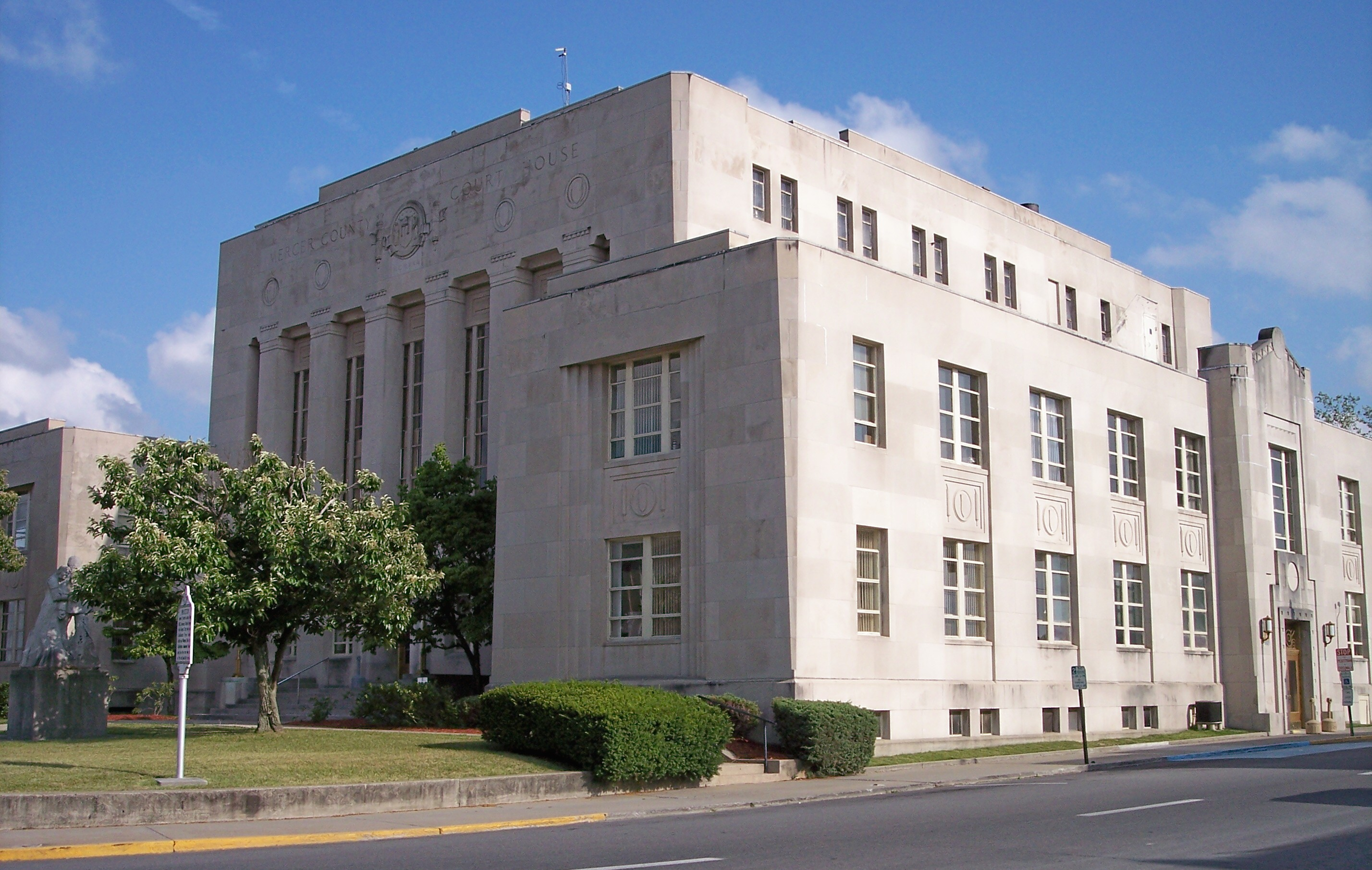
Здание суда округа Мерсер в 2007